# Rue Oktiabrskaïa
La rue Oktiabrskaïa (rue d'Octobre, en hommage à la révolution d'Octobre, en russe : Октя́брьская улица) est une rue du centre-ville de Nijni Novgorod en Russie. Elle se trouve dans le quartier de la Ville Haute. Elle commence rue Bolchaïa Pokrovskaïa et se termine rue Varvarskaïa. Elle croise la rue Alexeïevskaïa et la rue Ocharskaïa. La place d'Octobre (Oktiabrskaïa plochtchad) la coupe à la fin.
Elle a été nommée ainsi en 1927 pour commémorer le dixième anniversaire de la révolution d'Octobre. Avant 1918, elle s'appelait la rue de la Noblesse (rue Dvorianskaïa) et de 1918 à 1927, la rue Trotsky.

## Magasins et entreprises

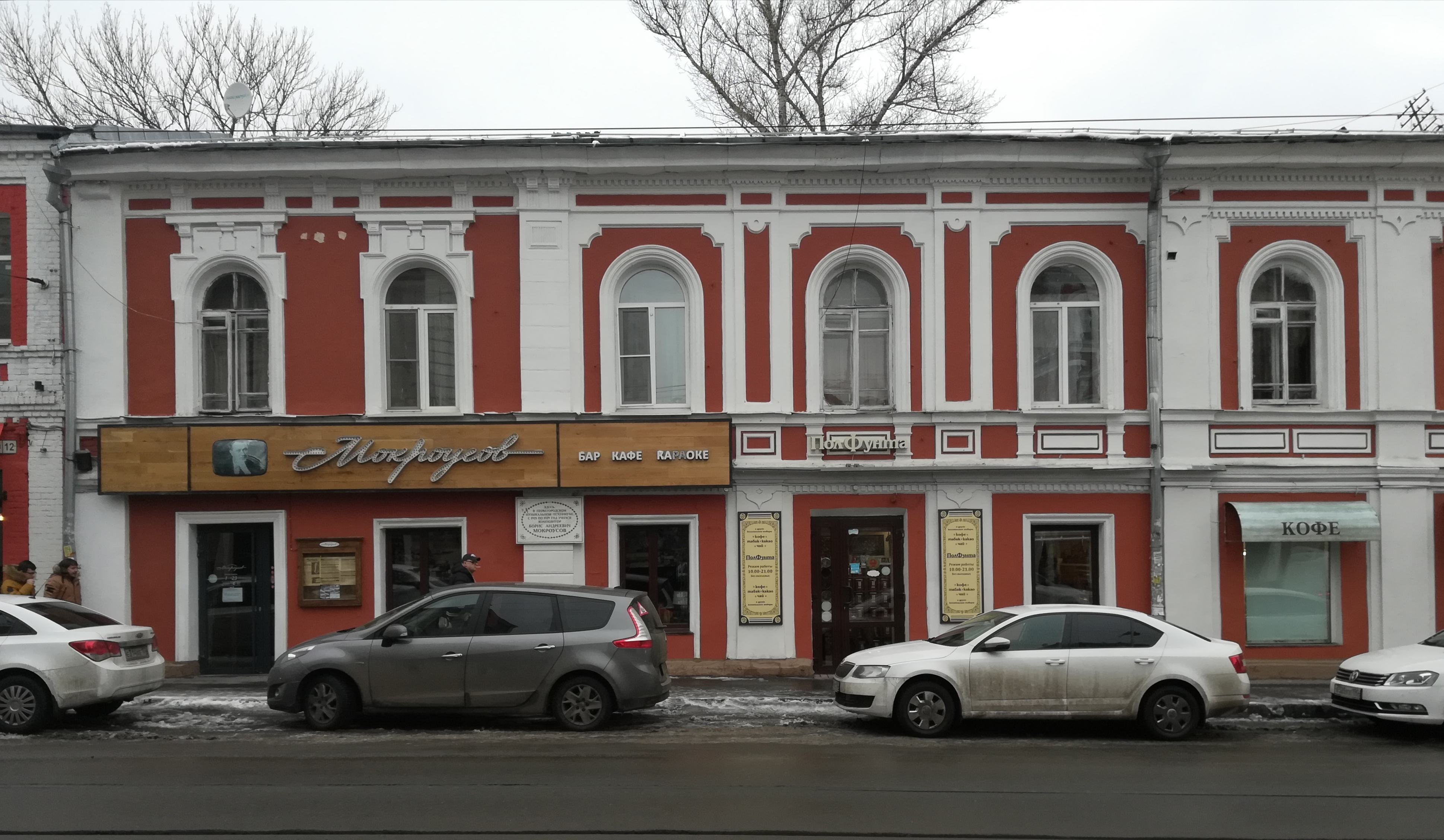
Maison n° 14.

- N° 6 : Café-bar Moukha-djan; Fonds régional de capital-risque de la région de Nijni Novgorod
- N° 9а : PLC ATON (АТОН), filiale des assurances PLC Ingosstrakh-Jizn,
- N° 9b : Konfael (Конфаэль), réseau de boutiques de chocolat
- N° 12 : Magasin Bravissimo (Брависсимо), Trade Star; café Samarcande (кафе Самарканд ); agence de détective Maximus (Максимус)
- N° 14 : École musicale. Le compositeur Boris Mokrooussov y vécut de 1925 à 1929
- N° 23b : PLC Mega-NN (Мега-НН); NP (НП) association de business-angels pour l'investissement dans les start-ups
- N° 25 : Maison des Savants; centre médical Serso (Серсо)
- N° 27 : Agence immobilière Kvadri NN (Квадри НН)
- N° 29 : Magasin Asia-Transit (Азия-Транзит); agence de tourisme Edelweiss-Tour (Эдельвейс-тур)
- N° 33 : Réseau de magasin Santekhmarket; Centre de prêt au logement de la Banque Volgo-Vyatka de la Sberbank de Russie
- N° 43 : Magasin 1000 Petites Choses (1000 мелочей)

## Bâtiments remarquables
Plusieurs édifices sont protégés au niveau régional :
- N° 9 : Maison du marchand Kossarev
- N° 10a :
- N° 14 : Hôtel particulier Ermolov
- N° 15 : Maison du marchand Motchalov
- N° 17 :
- N° 25 : Bâtiment du conseil des métiers
- N° 27 : Maison de la famille Lelkov
- N° 29 :
- N° 30 : Hôtel particulier Sokolov
- N° 34 :